# 上アスィール首長国

上アスィール首長国
مشيخة عسير العليا

1918年の上アスィール首長国の領域（画像下部、青色）

上アスィール首長国は、1916年の8月にイドリース朝アスィール首長国から独立して成立したアラブ国家である。 ハサン・ビン・アリー・アル・アイドが率いていた。